# イナモリソウ
イナモリソウ Pseudopyxis depressa Miq. はアカネ科の草本。地表に張り付くように葉を広げ、大きな花をつける。

## 特徴
背の低い多年生の草本。地下に細く伸びる根茎を持ち、その先端に直立する茎を着けるが、高さは普通は3-5cmほどにしかならない。ただし時には10cmに達することもある。葉は対生するが、二対ないし三対しかなく、それが茎が短くて間が狭いためロゼット状に地表に広がる。よく見られるのは上の二対が互いに接近し、四輪生に見えるものである。葉は長さ3-6cm、幅2-4cm、卵形あるいは三角状卵形で先端は鋭く尖り、基部は丸いかやや心形にくぼみ、3-10mmの葉柄に繋がる。葉には全体に短い軟毛が一面に生える。托葉は先が尖った小さな三角形で、長い軟毛がある。
花期は5-6月。葉腋から一個ずつ、あるいは枝先に1-2個の紅紫色の花をつける。萼は釣り鐘型で半ばまで五裂し、裂片は広披針形で先が尖る。また、剛毛が一面に生える。花冠は長さ2.5cm、内面には短い毛をまばらに出す。雄蘂は五本あり、花冠の筒部の上部について、花糸は短い。蒴果は長さ3mm、幅6mmの倒三角形。
和名は江戸時代に尾張の花屋の九兵衛が菰野（現在の三重県三重郡菰野町）の稲盛山で発見し、この名を付けたとされる。

## 分布と生育環境
日本固有種で、関東以西の本州から九州までに知られる。山地の路傍などに見られる。
土が崩れて他の植物には不適な場所に群生することが多い。

## 類似種
本種が所属するイナモリソウ属は、属単位で日本に固有で、もう一種、シロバナイナモリソウ P. heterophylla があるだけである。本種とは名の通りに花色が異なるほか、より背が高く、葉が間を置いて付くなどの違いがある。
なお、名が似ているサツマイナモリ Ophiorrhiza japonica は別属のサツマイナモリ属に所属する。この属には琉球列島に更に別種がある。

## 保護の状況
環境省のレッドリストには取り上げられていない。都道府県ごとのレストでは、分布域の境界付近の各地で指定されている例がある。減少には園芸用の採取が原因の一つとされている。